# Graphium kirbyi
Graphium kirbyi är en fjärilsart som först beskrevs av William Chapman Hewitson 1872.  Graphium kirbyi ingår i släktet Graphium och familjen riddarfjärilar. Inga underarter finns listade i Catalogue of Life.

## Bildgalleri

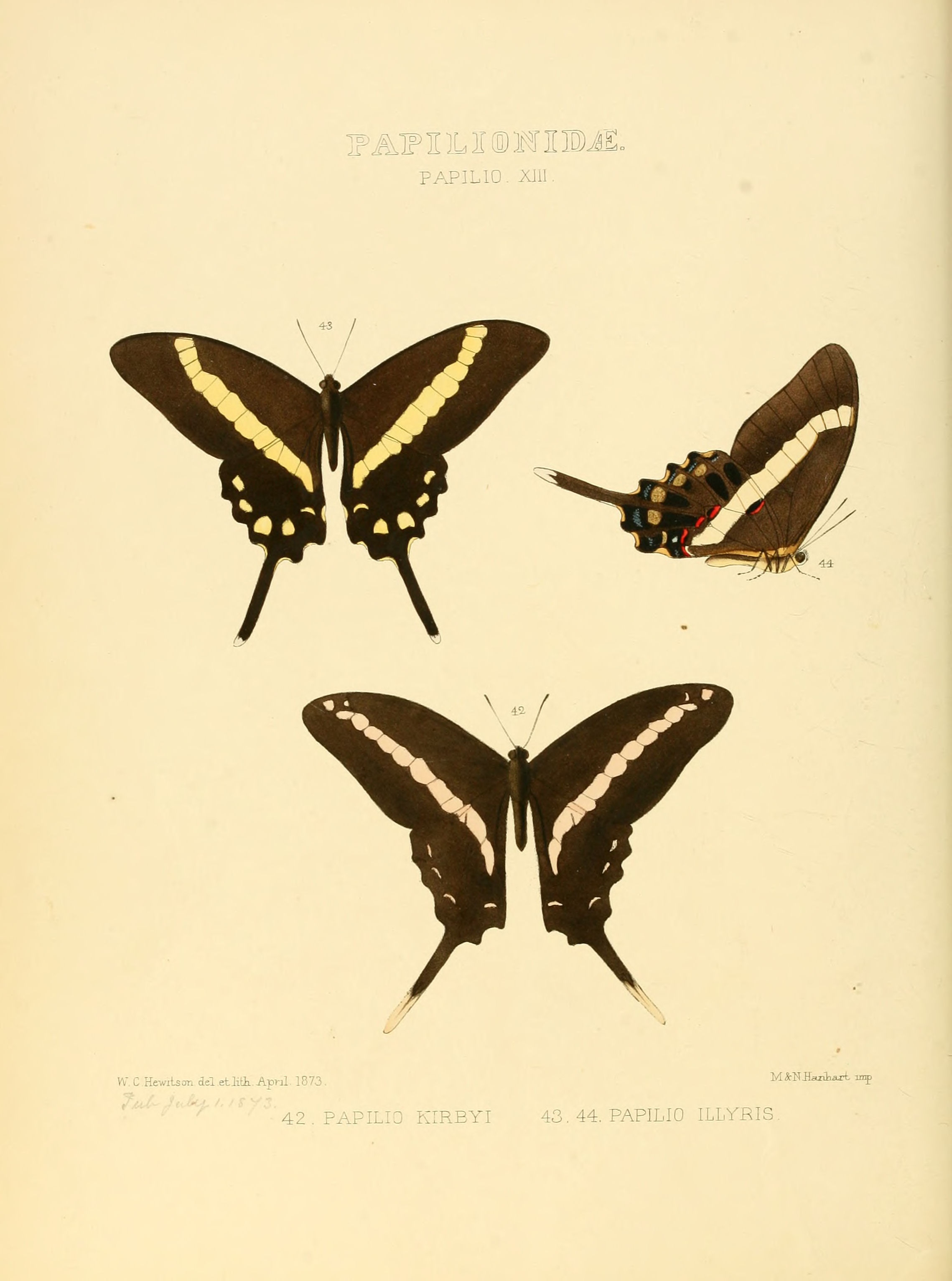